# Bechamelsaus
Bechamelsaus oftewel witte saus is een saus die in veel keukens wordt gebruikt als basissaus, bijvoorbeeld in de Franse en in de Italiaanse keuken. 

## Geschiedenis
De eerste bechamelsaus werd gemaakt door kalfsvlees en kruiden langzaam in melk te smoren, waarbij extra room werd toegevoegd. 
De eerste vermelding onder deze naam verscheen in Le Cuisinier François, (gepubliceerd in 1651) door de kok van Lodewijk XIV, François Pierre (de) La Varenne (1615 - 1678). Dit boek beleefde 30 uitgaves in de volgende 75 jaar en vestigde daarmee de Franse keuken. De saus kreeg zijn naam om een hoveling en financier te vleien, Louis de Béchameil, markies van Nointel (1630 - 1703), ook ooit opzichter van Bretagne, die vaak onterecht als de uitvinder van de saus wordt aangewezen.

## Bereiding
Het is een saus op basis van boter en bloem. De boter wordt eerst verhit. Vervolgens wordt er bloem aan toegevoegd, zodat er de zogenaamde roux ontstaat. Deze roux kan naargelang de gaartijd blank, blond of bruin zijn. Dit heeft een effect op de kleur van de saus. Het gegaarde mengsel wordt vervolgens verdund met melk. Meestal wordt er een verhouding gebruikt van één deel boter, één deel bloem en tien delen melk. De eerste hoeveelheid melk moet in zeer kleine beetjes worden toegevoegd, waarna telkens wordt geroerd, omdat de saus anders gemakkelijk gaat klonteren. Daarbij wordt het vuur zeer laag, of zelfs helemaal afgezet. Na toevoeging van de laatste melk moet de saus nog even opkomen (kort koken) om de bloem helemaal gaar te laten worden. De dikte van de saus kan worden gevarieerd door meer of minder melk toe te voegen. Voor een romiger versie kan extra room worden toegevoegd.
Ten slotte wordt naar smaak zout toegevoegd. In Frankrijk gebruikt men in plaats daarvan laurier en fijngesneden ui. Sommige koks gebruiken in bechamelsaus liever geen zwarte peper, omdat deze erg zichtbaar is. Witte peper valt niet op in de bijna witte saus.
De saus is een standaardingrediënt van lasagne bolognese, maar wordt in Nederland en België ook veel gebruikt om groenten zoals bloemkool, broccoli of andijvie te binden, hoewel in veel huishoudens daarvoor ook wel een eenvoudiger te bereiden saus op basis van maïzena wordt gebruikt. Fijnproevers zullen over het algemeen de saus op basis van bloem verkiezen.
Door harde kaas en een eidooier aan de saus toe te voegen ontstaat de eveneens beroemde Mornay-saus.